# Lepanthes disticha
Lepanthes disticha är en orkidéart som först beskrevs av Achille Richard och Henri Guillaume Galeotti, och fick sitt nu gällande namn av Leslie Andrew Garay och Richard Evans Schultes. Lepanthes disticha ingår i släktet Lepanthes och familjen orkidéer. Inga underarter finns listade i Catalogue of Life.